# Teixidor pardalenc de coroneta castanya
El teixidor pardalenc de coroneta castanya (Plocepasser superciliosus) és un ocell de la família dels ploceids (Ploceidae).

## Hàbitat i distribució
Viu a les sabanes de l'Àfrica subsahariana, al nord de l'equador, des del Senegal i Gàmbia, cap a l'est fins a Etiòpia, Eritrea i nord d'Uganda.